# D. B. Cooper
DB Cooper este pseudonimul folosit  pentru a desemna un om neidentificat, ce a deturnat o aeronavă Boeing 727 în spațiul aerian dintre Portland, Oregon și Seattle, Washington, pe 24 noiembrie 1971. El a estorcat 200.000 de dolari în răscumpărare și s-a parașutat din avion. În pofida unei căutări extinse și a unei anchete FBI în curs de desfășurare, făptuitorul nu a fost localizat sau identificat. Cazul rămâne singurul caz de piraterie aeriană nerezolvat în istoria aviației americane.
Suspectul a cumpărat biletul de la compania aeriană sub numele de Dan Cooper, dar din cauza unei probleme de comunicare cu mass media a devenit cunoscut în folclorul popular sub numele de „D.B. Cooper”. Sute de piste au fost investigate în anii următori, dar nu au apărut dovezi concludente cu privire la adevărata identitate a lui Cooper sau la locul unde s-ar afla, de asemenea cea mai mare parte din banii de răscumpărare nu au fost recuperați. Numeroase teorii au fost propuse de către experți, reporteri și amatori pasionați.
În timp ce anchetatorii FBI au insistat de la început că DB Cooper, probabil nu a supraviețuit săriturii lui riscante, agenția menține deschis cazul, dosarul (clasificat de FBI cu numele de cod "Norjak") a ajuns la mai mult de 60 de volume, și continuă să solicite idei și noi piste din partea publicului. „Poate un hidrolog poate utiliza cea mai recentă tehnologie pentru a urmări cei 5.800 dolari in banii de răscumpărare descoperiți în 1980, către locul în care Cooper a aterizat în amonte”, a sugerat agentul special Larry Carr, lider al echipei de investigare din 2006. „Sau poate cineva își amintește de vreun unchi mai ciudat”.